# Umm Churajza
Umm Churajza (arab. أم خريزة) – wieś w Syrii, w muhafazie Hama. W 2004 roku liczyła 250 mieszkańców.